# Kazinci Klub
A Kazinci Klub 2015. június 4-én Kazincbarcikán megalakult irodalmi-művészeti csoport.

## Előzmények
A 2008-ban létrejött Kazinci Kör alapító tagjai: Bereti Gábor, Hidvári Imre költő, Hegedűs Mária, vizuális költő, Szőke Lajos költő. A csoport internetes újságjának: Kazinci Kör volt a címe. A Kör tagjai laza szövetségben működtek együtt: szerkesztettek, lektoráltak, irodalmi rendezvényeken, író-olvasó találkozókon vettek részt. Nem csak a saját könyveik kiadásában segítették egymást, hanem támogatták a fiatal tehetségeket is.

## Megalakulása
2015-ben a Mezey István Művészeti Központban, az Egressy Béni Városi Könyvtár olvasótermében Hidvári Imre kezdeményezésére a Kazinci Kör újjáalakításának tervével került sor egy megbeszélésre. A résztvevők az elődöket tisztelve döntöttek a névválasztáskor. A Klub az irodalomszeretők társaságának: költőknek, íróknak, műértő olvasóknak és előadóknak lett a közössége. A későbbiekben a versek és a prózai írások alkotói, kedvelői mellett képző- és fotóművészek is csatlakoztak a csoporthoz.

## Kiemelkedő események
- 2019. január 18-án a Lélekvetés című antológiát mutatta be a Kazinci Klub a Mezey István Művészeti Központban. Az eseményt zenés számok, vers- és prózamondások valamint egy festmény- és fotókiállítás is színesítette.[1][2]
- 2019. december 14-én az Álomkód című antológiát mutatta be a Kazinci Klub a Mezey István Művészeti Központban. A rendezvény első perceiben emlékeztek meg Hidvári Imrére, aki megálmodója, létrehozója volt a Kazinci Klubnak. Az életét a kultúrának szentelő elhunyt költő tiszteletére Hidvári Imre-díjat alapítanak. Minden év decemberében elismerő oklevéllel jutalmazzák azt a személyt, aki tevékenységével kiemelkedően sokat tesz a kultúráért és a közjóért. Az eseményt a januárihoz hasonlóan zenés számok, szavalatok, prózamondások valamint egy festmény- és fotókiállítás is színesítette. A rendezvényen fellépett Bartalis Levente, Dányi Krisztián és Lovas Zsuzsanna drámapedagógus, a háziasszony: Molekné Kőrösi Beatrix, a Városi Könyvtár igazgatója volt.[3]
- 2024. december 21-én a Kisvárosi Unikornis című antológiát a Mezey István Művészeti Központban mutatták be. A klub a 7. kötettel a 70 éves Kazincbarcikát is köszöntötte.[4]

## Alapító tagok
- Deák László
- Dériné Bodnár Márta
- Dubniczky István
- Fodor Péter
- Hidvári Imre
- Jávori István
- Kiss Melinda
- P. Dányi Gabriella
- Zvadáné Farkas Erzsébet

## Örökös tagok
- Dériné Bodnár Márta (–2022)
- Dubniczky István (1944–2020)
- Hegedűs Mária
- Hidvári Imre
- Kiss Melinda (1964–2017)
- Z. Farkas Erzsébet (1945–2017)

## Hidvári Imre-díj
2019 év végén a Kazinci Klub Hidvári Imre-díjat alapított az életét a kultúrának szentelő elhunyt költő tiszteletére.
| Év   | Díjazott            |
| ---- | ------------------- |
| 2020 | Dériné Bodnár Márta |
| 2021 | Szűcs Mara          |
| 2023 | P. Dányi Gabriella  |
| 2024 | Bartalis Levente    |

## Ő-szülő Kikelet
Az Ő-szülő Kikelet a Kazinci Klub időszakonként megjelenő irodalmi folyóirata. Az első évfolyam (2016) 1-3. száma 8 oldalon jelent meg, a 4. számtól kezdve (2016. december) már 12 oldalon.

## Kiadványok
- Őszülő kikelet című hangoskönyv[6] (2017. április 11.)[7][8]
- Kuckóversek című hangoskönyv (2017 május)[9]
- Lélekvetés - antológia (Kazincbarcika, 2018)[10][11]
- Álomkód – Antológia 2019 (Kazincbarcika, 2019)[12]
- kARCok – Antológia 2020/2021 (Kazincbarcika, 2021)[13]
- Lélekszirom – Antológia 2022 (Kazincbarcika, 2022)[14][15]
- Szívszilánkok – Antológia 2023 (Kazincbarcika, 2023)[5]
- Kisvárosi Unikornis – Antológia 2024 (Kazincbarcika, 2024)[4]